# Kostel svatého Petra a Pavla (Volfířov)
Kostel svatého Petra a Pavla (případně kostel svatých Petra a Pavla) je farní kostel v římskokatolické farnosti Volfířov, nachází se na jižním okraji obce Volfířov. Je stavbou s raně gotickým jádrem, později několikrát přestavěnou. Kostel je chráněn jako kulturní památka České republiky.

## Popis
Kostel je jednolodní stavbou, leží uprostřed hřbitova ohrazeného zdí. Kostel má pětiboký presbytář, na západní straně leží hranolová věž s průčelím. Nejstarší částí je zřejmě presbytář s kružbovými okny a žebrovou klenbou. Presbytář je od sakristie oddělený lomeným portálem. Loď je zaklenuta valenou klenbou.

## Historie
Kostel byl postaven jako raně gotický kolem roku 1300. Poprvé byl písemně zmíněn v roce 1366. Přestavěn byl kolem roku 1500, přestavěn pak byl také v 17. století. Do roku 1762 byla kostelní loď krytá trámovým stropem, ten byl v tomto roce snad odstraněn. V roce 1767 byla plánována přestavba na pozdně barokní stavbu, tu měl realizovat Jan Kirchmayer z Dačic. K celkové přestavbě nedošlo, nakonec dle plánů bylo postaveno pouze západní průčelí kostela a hranolová věž. V roce 1795 pak byl kostel opraven. Roku 1826 pak měl být kostel velmi zpustošený, střecha nedržela vodu a tak došlo po tomto roce k uspořádání sbírky a k úpravě a opravě kostela. Kostel byl vymalován, zřízen boční oltář, postaven vchod ze sakristie do kazatelny a opravena podlaha a střecha. V roce 1850 pak byla opravena i severní část střechy. Mezi lety 1856 a 1857 došlo k dalším opravám, byly rekonstruovány oltáře.
Další oprava byla plánována ze sbírky v roce 1857, měla být opravena střecha, ale nebyly na ni získány prostředky. Výměna střešní krytiny na věži tak proběhla až v roce 1873. Mezi lety 1891 a 1893 byl namalován oltářní obraz svatých Petra a Pavla, jeho autorem je Čeněk Neumann. Do kostela byla v roce 1860 darována křížová cesta (14 obrazů). V kostele postupně byly instalovány další tři boční oltáře, první byl pořízen v roce 1880 a byl zasvěcen Panně Marii Lurdské, nad ním byl obraz svatého Jana Nepomuckého. Druhý pak byl instalován v roce 1918 a socha na něm byla zasvěcena Blahoslavenému srdci Páně a poslední byl zasvěcený Janu Nepomuckému. Několik obrazů v kostele namaloval někdejší farář Jan Vašák. V roce 1882 byly do kostela instalovány varhany.
Nejstarším zvonem v kostele je tzv. umíráček z roku 1549, v roce 1782 byl do kostela pořízen větší zvon, ten však byl v roce 1916 rekvírován. Další zvony byly pořízeny v roce 1814, ty byly také rekvírovány v roce 1916. Dva nové zvony pak byly do kostela pořízeny v roce 1928, ty pak byly opět v roce 1942 rekvírovány.
V roce 2018 byly na věži kostela instalovány a zprovozněny věžní hodiny. Finanční prostředky na pořízení těchto hodin byly získány díky sbírce občanů Volfířova.